# Woiwodschaft Legnica

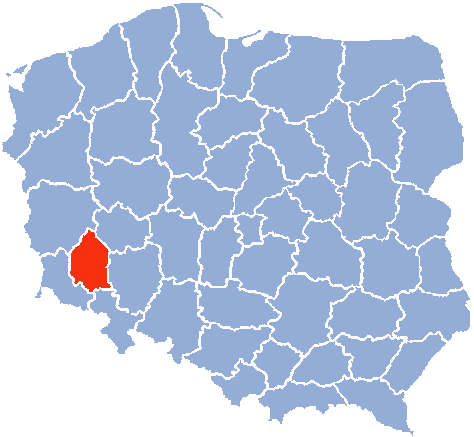
Politische Karte Polens, Woiwodschaft Legnica rot hervorgehoben

Die Woiwodschaft Legnica war in den Jahren 1975 bis 1998 eine polnische Verwaltungseinheit, die im Zuge einer Gebietsreform in der heutigen Woiwodschaft Niederschlesien aufging. Hauptstadt war das namensgebende Legnica (Liegnitz).

## Bedeutende Städte (Einwohnerzahlen von 1995)
- Legnica (108.000)
- Lubin (83.500)
- Głogów (Glogau, 74.200)
- Jawor (25.600)
- Polkowice (21.600)